# Lluís Homs
Pour les articles homonymes, voir Homs (homonymie).
 (juin 2024).
Si vous disposez d'ouvrages ou d'articles de référence ou si vous connaissez des sites web de qualité traitant du thème abordé ici, merci de compléter l'article en donnant les références utiles à sa vérifiabilité et en les liant à la section « Notes et références ».
Lluís Homs i Moncusí, né à Valls en 1868 et mort en 1956 à Barcelone, est un architecte catalan.

## Biographie

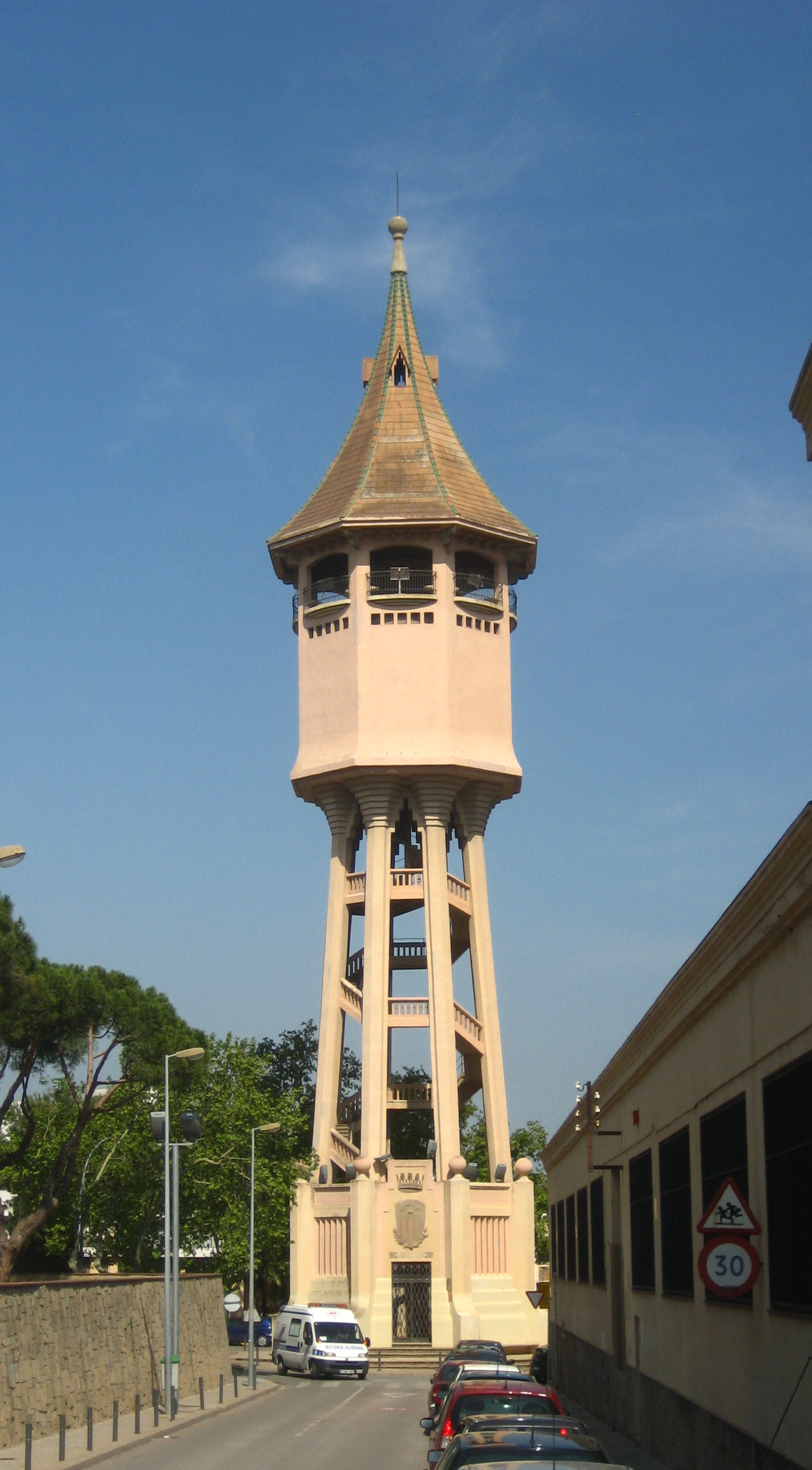
Torre del Agua, château d'eau à Sabadell (1915).

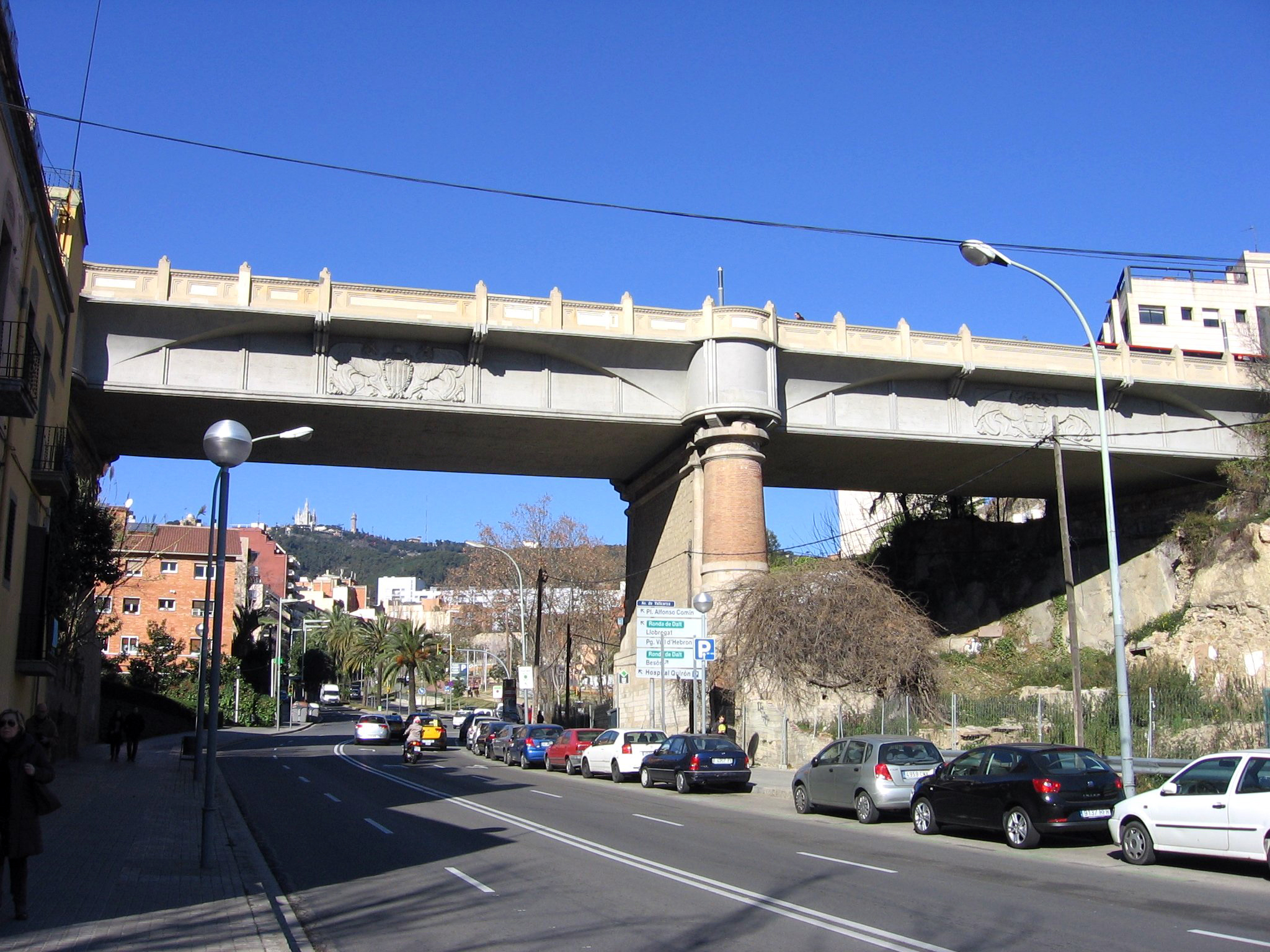
Pont de Vallcarca, Barcelone (1917).

Diplômé en 1897, il est l'architecte municipal de Valls et de Sarrià, et directeur technique de l'entreprise Construcciones y Pavimentos S.A.
Dans la ville de Castellar de n'Hug, il construit avec Eduard Ferrés le chalet du Clot del Moro (1904), près de l'usine Asland.
Il épouse la peintre Maria Ferrés i Puig, sœur d'Eduard Ferrés.
Il est le père de la peintre Elvira Homs i Ferrés.